# Лемонье, Луи Гийом
Луи Гийом Лемонье или Ле Монье (фр. Louis Guillaume Le Monnier, Lemonnier или LeMonnier, 27 июня 1717 — 7 сентября 1799) — французский ботаник, профессор ботаники, миколог и врач. Брат астронома Пьера Шарля Лемонье (1715—1799).

## Биография
Уже к 1738 году Лемонье был практикующим врачом в больнице Сен-Жермен, а в 1740 году — главным полевым врачом. В 1742 году Ле Моннье был профессором ботаники в Саду короля, а в 1788 году стал последним первым медиком Людовика XVI.
Он был принят во Французскую академию наук в качестве ботаника-ассистента 3 июля 1743 года и стал членом Лондонского королевского общества 7 февраля 1745 года.
Луи Гийом Ле Моннье специализировался на микологии.

## Основные публикации
- Leçons de physique expérimentale, sur l'équilibre des liqueurs et sur la nature et les propriétés de l’air, traducido al inglés por Roger Cotes, 1742.
- Observations d’histoire naturelle faites dans les provinces méridionales de France, pendant l’année 1739, 1744.
- Recherches sur la Communication de l’Electricité, 1746.
- Observations sur l’Electricité de l’Air, 1752.

## Память
В честь ботаника названа (на латыни и европейских языках) одна из лекарственных трав, используемых в традиционной медицине Индии.